# Giulio Girardi
Giulio Girardi ( * El Cairo, 23 de febrero de 1926 - Rocca di Papa, 26 de febrero de 2012) fue un profesor universitario, presbítero, teólogo y filósofo italiano.

## Biografía
Después del nacimiento, su familia se trasladó a París, hasta al 1931; más tarde vivió junto con sus padres en Beirut (Líbano), donde estudió con los dominicos en una escuela italiana.
En el 1937, después de la separación de los padres, se trasladó con su madre y su hermana a Alejandría (Egipto); allí frecuentó la escuela italiana de los salesianos. En el 1939 eligió ser salesiano y fue enviado a Italia para estudiar y prepararse a la vida sacerdotal con los salesianos de Juan Bosco. Terminó los estudios filosóficos en el 1950, con el doctorado en Filosofía, con una tesis sobre la metafísica de Tomás de Aquino. Realizó otros estudios de Teología en la Universidad Gregoriana de Roma entre los años 1951 y 1953 y la Universidad Salesiana de Turín desde 1953 al 1955. En Turín se ordenó sacerdote el 1 de enero de 1955.

## Docente universitario
Desde 1948 fue docente de Filosofía y de Metafísica a la Universidad Salesiana de Turín; en 1960 con el mismo cargo, en la Universidad Salesiana de Roma. Participó en el Concilio Vaticano II como perito. Por haber decidido estar con los movimientos de base y acercarse al marxismo, en el año 1969 lo expulsaron del Ateneo por “divergencias ideológicas”. Se trasladó a París, donde enseñó Antropología en la Facultad de Filosofía de la Universidad Católica e Introducción a Marxismo en el Instituto de Ciencias y Teologías de las Religiones. En los mismos años enseñó Antropología e Introducción al Marxismo en el Instituto Superior de Pastoral Lumen Vitae de Bruselas. En estos años adhirió al movimiento “Cristianos por el socialismo” en América Latina y Europa. Su abierto compromiso a nivel ideológico y político con los movimientos revolucionarios hizo que lo expulsaran de la Universidad Católica de París en el año 1973 y al año siguiente de la Lumen Vitae de Bruselas. Por solidaridad con él dimitieron también François Houtart, Gustavo Gutiérrez y Paulo Freire.
Continuó como profesor en la Universidad de Lecce ( Apulia, Italia) enseñando Historia de la Filosofía en los años 1977-1978, luego en la Universidad de Sassari (Cerdeña, Italia) donde enseñó Filosofía Política desde 1978 hasta 1996, cuando dejó de enseñar.

## El Concilio y su compromiso político
En 1962, Girardi fue invitado en calidad de experto profundo conocedor del marxismo y del ateísmo moderno, al Concilio Vaticano II. Durante el Concilio colaboró con el proyecto y la redacción del Esquema XIII, que servirá para la constitución pastoral de la Gaudium et Spes.
En 1965 comenzó el diálogo entre cristianos y marxistas, en diferente secciones a nivel nacional e internacional. A su búsqueda filosófica se unió su compromiso siempre creciente con las realidades de base en Italia  y en el mundo, que comenzaron a unir la actualización conciliar con el compromiso político. Su conocimiento de la América Latina lo llevó siempre más frecuentemente a dar vueltas en el mundo; fue uno de los protagonistas de la Teología de la liberación y difusor de ella en Europa.
En 1972 participó en el primer encuentro continental de Cristianos por el socialismo a Santiago de Chile después de haber conocido distintas realidades latinoamericanas. (Chile, Perú, Colombia, México, Cuba) y llevando a Europa dicho movimiento (1973-1980). En 1974 fue nombrado miembro del Tribunal Russell II sobre Latinoamérica; desde 1976 hasta su muerte fue miembro del Tribunal de los Pueblos.
En el 1977, después de ser expulsado de todas las universidades católicas donde enseñaba, lo expulsaron los Salesianos y fue suspendido del ejercicio sacerdotal “a divinis”. Girardi continuó su compromiso de solidaridad con los pueblos latinoamericanos y su obra de animador y formador en las Comunidades de Base así, como en el diálogo entre católicos y comunistas.
En el 1980 por primera vez, visitó Nicaragua donde se solidarizó con la revolución sandinista y colaboró con varios movimientos ecuménicos, indígenas y populares de este país. El Frente Sandinista le entregó el título de "Carlos Fonseca" como reconocimiento al trabajo hecho a lado del pueblo nicaragüense. Desde 1986 viajó a Cuba, cada año, colaborando con distintas organizaciones culturales y ecuménicas.
Desde 1988 se comprometió con el movimiento indígena, de particular modo en México, Ecuador y Bolivia, y desde 1992 con el movimiento macroecuménico "Asamblea del Pueblo de Dios", donde al tradicional tema de la liberación se une el descubrimiento de las orígenes étnicos de los pueblos suramericanos.
Se interesó también de las temáticas de la educación popular y del naciente "Movimiento por la Paz". Con los años, su labor en Italia trató sobre las condiciones del mundo del trabajo y su implicaciones de la consciencia cristiana a pesar de los cambios culturales que han pasado. En el 2005 ingresó en el Movimiento “Nosotros Somos Iglesia” continuando con las temática políticas y sociales desarrolladas durante tantos años.
Junto a un grupo internacional de teólogos, fue promotor de un "Llamamiento a la claridad", un manifiesto contra la beatificación del Papa Wojtyla, una de las pocas señales críticas realizadas contra la figura de Juan Pablo II.

## Obras
La producción de Girardi es muy ampia, aquí algunos de los testos principales:
- Marxismo e cristianesimo, Cittadella, 1966, 8ª edizione 1977
- Credenti e non credenti per un mondo nuovo, Cittadella, 1969, 3ª edizione 1976
- Cristianesimo, liberazione umana, lotta di classe, Cittadella, 1971
- Cristiani per il socialismo, perché?, Cittadella, 1975
- Educare: per quale società?, Cittadella, 1975, 2ª edizione 1979
- Fede cristiana e materialismo storico, Edizioni Borla, 1977
- Coscienza operaia, oggi, De Donato, 1980
- Le rose non sono borghesi. Popolo e cultura del nuovo Nicaragua, Borla, 1986
- Sandinismo, marxismo, cristianesimo: la confluenza, Borla, 1986
- La túnica lacerata, Borla, 1986
- Il popolo prende la Parola. Il Nicaragua per la teologia della liberazione, Borla, 1990
- La conquista dell'America. Dalla parte dei vinti, Borla, 1992
- Il tempio condanna il Vangelo: il conflitto sulla teologia della Liberazione fra il Vaticano e la CLAR. (1993)
- Gli esclusi costruiranno la nuova storia?, Borla, 1994
- Cuba dopo il crollo del comunismo, Borla, 1995
- Cuba dopo la visita del papa. Marxismi, cristianesimi, religioni afroamericane alle soglie del terzo millennio, Borla 1999
- Resistenza e alternativa. Al neoliberalismo e ai terrorismi, Edizioni Punto Rosso, 2002
- Che Guevara visto da un cristiano, 2006